# Ignacy Dobiasz

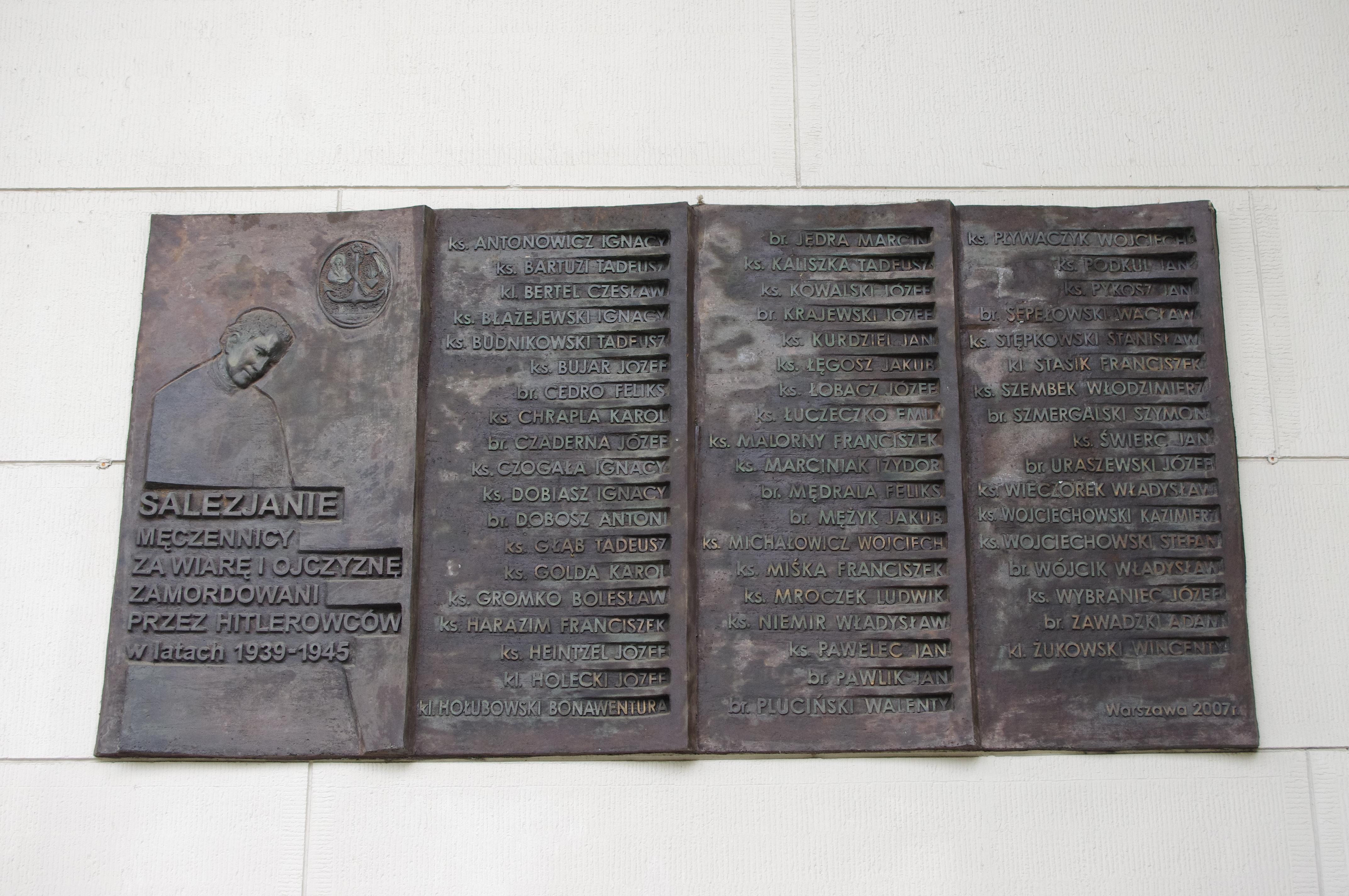
Tablica upamiętniająca salezjanów pomordowanych w czasie II wojny światowej na ścianie Bazyliki Najświętszego Serca Jezusowego w Warszawie

Ignacy Dobiasz SDB (ur. 14 stycznia 1880 w Ciochowicach, zm. 27 czerwca 1941 w KL Auschwitz) – polski duchowny rzymskokatolicki, salezjanin, Sługa Boży Kościoła katolickiego.

## Życiorys
Urodził się rodzinie wielodzietnej w Ciochowicach pod Gliwicami na Górnym Śląsku jako syn Ignacego i Joanny z domu Jaroszków; z sześciorga jego rodzeństwa siostra Filomena została zakonnicą. Po ukończeniu ośmioklasowej szkoły powszechnej w Ciochowicach, z pomocą miejscowego proboszcza, wyjechał na dalszą naukę do szkół salezjańskich we Włoszech. W latach 1894–1898 uczęszczał do gimnazjum w Valsalice. W 1898 wstąpił do nowicjatu salezjańskiego w Ivrei, sutannę otrzymał z rąk biskupa Giovanniego Cagliero, wikariusza apostolskiego Północnej Patagonii, późniejszego kardynała. 6 października 1900 złożył w Ivrei śluby zakonne, 21 września 1903 złożył śluby wieczyste w Lanzo Torinese. Wykształcenie filozoficzne uzyskał w Ivrei, teologiczne w Foglizzo, obronił ponadto w 1906 dyplom Akademii Rolniczej w Turynie. Odbył także trzyletnią praktykę pedagogiczną w San Benigno Canavese. 28 czerwca 1908 przyjął święcenia kapłańskie z rąk ordynariusza Ivrei Matteo Angelo Filipello.
Po otrzymaniu święceń powrócił na ziemie polskie. Pracował w Oświęcimiu, Daszawie, Przemyślu, Pleszowie, Krakowie, Warszawie jako wikariusz, katecheta i prefekt szkół, spowiednik, wykładowca teologii moralnej. Uczył również łaciny. Od 1934 pracował stale w Krakowie, szczególnie poświęcając się posłudze w konfesjonale.
23 maja 1941 został aresztowany przez hitlerowców razem z innymi krakowskimi salezjanami. 26 czerwca tegoż roku został przewieziony do niemieckiego obozu koncentracyjnego w Auschwitz, gdzie otrzymał numer obozowy 17364. Następnego dnia po przybyciu do obozu został zamordowany podczas pracy w kamieniołomach.

### Pobyt w KL Auschwitz i męczeńska śmierć
Po wybuchu II wojny światowej był przez pewien czas więziony w więzieniu Montelupich w Krakowie, a 26 czerwca 1941 został przewieziony do niemieckiego obozu koncentracyjnego KL Auschwitz i przydzielony do karnej kompanii (niem. Strafkompanie). 27 czerwca 1941 został skierowany do kamieniołomów. Dostał taczkę, kilof i łopatę, aby w pośpiechu skruszone kamienie ładować na taczkę i w biegu przewozić do 8-metrowego dołu, co w wieku 61 lat może nawet dla górnika być dużym problemem. Po jakimś czasie od tempa pracy i bicia upadł. Został zakatowany przez kapo, zwanego przez więźniów Krwawym Franzem, za to, że był katolickim duchownym. Wcześniej w podobny sposób został zakatowany przez tego samego więźnia funkcyjnego salezjanin Jan Świerc.
W tym dniu zginęli z rąk Krwawego Franza na oświęcimskim żwirowisku, także księża salezjanie Franciszek Harazim wraz z Kazimierzem Wojciechowski zostając uduszeni belką, pod ciężarem kapo i blokowego.

## Proces beatyfikacyjny
Jest jednym z 122 Sług Bożych wobec których 17 września 2003 rozpoczął się proces beatyfikacyjny drugiej grupy polskich męczenników z okresu II wojny światowej. 24 maja 2011 w Pelplinie zakończył się etap diecezjalny, a wszystkie dokumenty przesłano do Kongregacji Spraw Kanonizacyjnych w Rzymie.